# 监狱教育

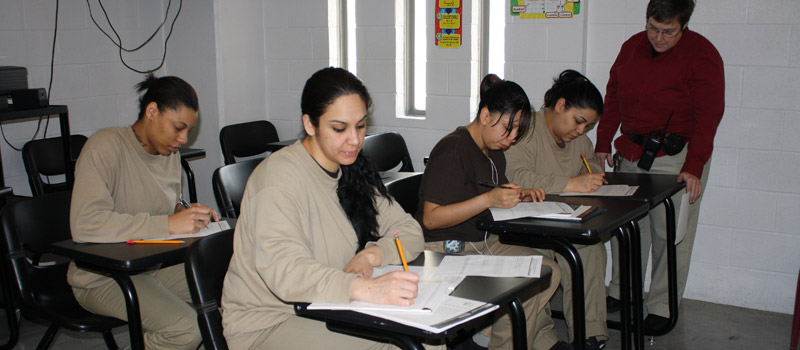
为美国联邦囚犯举办的教育课程

监狱教育是指一切在监狱内进行的教育活动。课程包括基础识字课、中学等级课程、职业教育和高等教育。其他如更生训练、体育活动、手工美术等一类的课程也属于监狱教育。通常来说，监狱系统会设置、管理以及资助这些课程，但尽管如此，远程教育项目的费用可能还是要囚犯自己支付。各国监狱教育的历史和现状差异很大。
从全世界范围来看，囚犯平均受教育水平低于普通大众。监狱教育的目的往往是让囚犯在出狱后更容易就业。在监狱里，不论是管理教育项目，还是参与课程，都不是件容易的事。人手不足、预算短缺、教育资源匮乏、电脑数量不足以及囚犯转监难度大，这些都是常见的阻碍。要是过去有失败教育经历或是缺乏学习动力，囚犯可能就不愿参加这些教育课程。
研究一致表明，监狱教育是降低累犯率的有效方法，继而有效减少政府未来在监狱上的拨款。据估计，在英国，政府每在监狱教育上花费一英镑，纳税人就能节省两英镑以上；在美国，政府每在监狱教育上花费一美元，纳税人就能节省四到五美元。尽管监狱教育好处多多，但许多国家的监狱教育普及率仍然很低。有人试图为监狱教育申请更多资金，但是都被驳回了。反对者认为，监狱教育就是在浪费金钱，囚犯不配享受这些教育。

## 亚洲
日本的监狱教育至少可以追溯到1871年，当时东京的一所监狱引入了实践伦理讲座。  1881 年，监狱系统开始大规模开设阅读和写作课程。到19世纪80年代末，人们认为道德课程对囚犯来说最为重要，到了90年代，人们视教育为监狱制度中最重要的问题之一。  1910 年，日本监狱法规定，必须给所有少年犯以及任何被认为有必要接受教育的成年囚犯提供教育。法律规定，监狱每天都要留出两到四个小时的时间来用于教育。  1952年，各监狱开始函授教育。1955年，松本少年监狱内设立了一所高中，旨在让未完成义务教育的少年犯继续接受教育。 截至2018年，它仍然是日本境内唯一一所设在监狱里的高中。并且日本的男性囚犯只要提出申请，都可转去那里。  
20世纪20年代，在中华民国成立后，中国的监狱制度也发生了一些变化。当时有批评称，囚犯受到的教育不够充分，因此，监狱系统将对囚犯的主要改造方法从宗教和道德层面的教育转向了学识教育和苦力劳动。国民党政府付出了相当大的努力来开发效果显著、形式多样的教育课程。除了识字和算术之外，课程设置还包括音乐作曲教学、道德教育、儒家思想、爱国主义教育和政治思想学习。到了 20世纪30年代，监狱里有关国民党政治理念的教育显着增加。  1981年，中华人民共和国将监狱教育纳入国民教育事业，极大地提高了服刑人员接受教育的机会。 
报告显示，早在 19 世纪，印度境内就有要求开设监狱教育的呼声，而当时的监狱主要侧重于惩罚性措施。 1983年，虽然监狱中已经设有普通课程和职业课程，但是这些课程教师人数不足，也没有足够的资金来维续这些课，课程中提供的职业培训类型也已经过时。 英迪拉·甘地国立开放大学(IGNOU) 在印度的监狱教育中有着举足轻重的地位。 1994 年，它在蒂哈尔监狱开设了学习中心，是印度第一所在监狱开设学习中心的大学。截止到 2010 年，IGNOU 已设有 52 个监狱学习中心，约有 1,500 名学生。其他几所大学也有在印度的监狱中开展教育项目，但是由于学生只有在付费后才能参加课程，所以入学率仍然相对较低。 2010 年，IGNOU 与内政部合作，开始向囚犯提供免费教育。 

## 可供选择的课程
监狱课程既设有基础识字课程和中学水平课程，也有职业教育和高等教育课程。像是手工美术或业余戏剧创作这类教囚犯新技能的非正式活动，也算是一种教育形式。 同样，一些国家将更生项目或体育教育都视为教育课程，而另一些国家则不然。 监狱内的教育项目通常是各个监狱自己出资，可能是监狱独自运营，也可能是外包给别的供应商。初级教育、中等教育以及职业教育通常是免费的，但有些国家要求囚犯或其家属支付函授课程的费用。 2012年，在28个接受调查的欧洲国家中，有 15 个国家向囚犯提供免费的远程教育，剩下的13 个国家则要求囚犯必须支付所有相关费用。只有一些特定课程在某些情况下是免费的。在丹麦，监狱里小学和初中低年级水平的函授课程是免费的，但是囚犯必须要支付部分学费才能上更高等级课程。 许多监狱规定，教育课程应侧重于基本的读写技能，  这就导致有些监狱不提供任何更高水平的教育。 有人反对说，这样的举措会妨碍囚犯学习其他技能，  并且他们觉得这会误导人们相信只掌握最基本技能的囚犯以后就会金盆洗手了。  
英国的囚犯和普通大众一样，都有权获得政府大学学生贷款， 澳大利亚的囚犯也是如此。 在英国，无力承担远程教育费用的囚犯可以向囚犯教育信托基金等慈善团体申请助学金。 在澳大利亚和英国，还押候审或住院的囚犯没有资格接受教育，  波兰也是如此。 然而，挪威和芬兰不单独关押还押候审人员，他们有权享受与普通囚犯相同的教育机会。在丹麦和瑞典，还押候审犯人有权接受一些教育课程，虽然课程选择比别的囚犯少一些。 

## 挑战
许多主流教学实践都直接应用到了监狱教育中。常识教学通常被认为是最有效的，虽然监狱里的规章制度可能会妨碍其实施。 监狱教育计划被认为是与刑事司法系统充分合作和真诚努力提供有意义的学习经历之间的“微妙平衡”。例如，虽然老师可能希望给囚犯提供持续的帮助，但监狱可能禁止囚犯在课后与老师联系，以跟进反馈和帮助学习。 在一些监狱中，可能有规定说教师不能用囚犯原本的名字称呼他们，而是要称他们为“罪犯”。这样的做法阻碍了教师和学生之间建立信任，而信任往往是教育成功的一个重要因素。 
在监狱中开展和参与教育项目还面临许多其他阻碍。囚犯年龄、教育水平或工作经历方面的差异都是老师在授课时可能要面对的挑战。 由于儿童的学业和情感需求不同，少年监狱也存在类似的挑战。 在监狱里，安全问题比教育目标更重要。   出于对囚犯制造武器的担忧，监狱就会限制一些职业教育的开展。 安全例行检查（例如人员清点和搜查）会频繁打断监狱教育。 如果监狱被封锁，囚犯将无法上课，而这样的封锁可能会持续数周。 
人们普遍认为囚犯有大量的空闲时间。然而现实却恰恰相反，他们能学习的时间极其有限。 越来越多的远程教育课程都只在线上提供，这就造成了一大困难，因为大多数国家都不允许囚犯上网。   一些监狱引入了平板电脑，里面下有能离线观看的教育内容，这样的做法或多或少解决了这一困难。 
现有教育项目中名额短缺，大量囚犯等待入学。有时候囚犯的刑期短于等待入学的时间，这就导致他们可能无法接受教育。 由于语言障碍的存在，监狱中外籍囚犯的教学也存在困难。  只有当外籍囚犯对当地语言的掌握程度达到足够水平时，他们才有资格尝试上课，他们还可能遇到没有翻译有空来教自己本地语言的情况。 
监狱教育的最大障碍之一就是囚犯会频繁地被转监。  在监狱过度拥挤、囚犯安全级别降级、囚犯需要出庭或是看病时，他们就随时会被转到另一个监狱。  不同的监狱对教育的态度以及拥有的教育资源差别可能很大。  如果教育课程由一所监狱自己内部开设的，那么将囚犯转移到另一所监狱实际上会迫使他们退学。 学习函授课程的囚犯必须通知课程老师自己情况的变化，通常是通过邮件，他们能否补上错过的课程都看课程老师和新监狱工作人员的意愿。如果学习材料在运输过程中丢失了或运错地方了，囚犯必须重新向教育机构申请补发。因此，囚犯常常因为被转监而停止本科等级学习。 
工作人员短缺， 与讲师或其他学生联系困难，  监狱图书馆教育资源匮乏，  没有专门授课的房间缺乏视听设备和电脑 或是有设备但是用不了， 没有合适的学习场所，因为共用牢房通常没有课桌，还有课后没有合适的小组活动场所，这些都是监狱教育面临的障碍。 监狱内的教育工作者可能没有接受过足够的监狱培训，  并且可能很难有愿意接受监狱开出的薪酬的外部教师。 政府部门相互收取服务费用也可能构成障碍。例如，国有监狱的预算可能无法承担国有教育机构规定的费用。 监狱工作人员也可能不怎么支持或公然反对自己所在的监狱进行的监狱教育。 例如，一些监狱工作人员可能因为自己受教育程度低，所以不满囚犯获得教育机会， 或者是不满囚犯能免费接受教育，而自己却必须要付学费才行。 然而，必须支付学费的囚犯可能不愿意入学，因为如果出现封锁或其他无法控制的情况而导致他们无法完成学业的话，学费是不会退还给他们的。他们通常也不愿意申请学生贷款，因为他们担心出狱后负债累累。 由于学习是一种特权，狱警可以随心所欲地威胁他们，剥夺他们的权利，教育也就可以被用作进一步惩罚或控制他们的一种方式，所以囚犯也不太愿意接受教育。  
以前教育失败的经历以及缺乏学习动力也都是囚犯不愿意参加教育课程的原因。 那些刑满后要被驱除出境的外籍囚犯往往不愿意学习监禁地的语言，或是在当地获得学位。 西方监狱提供的职业类培训，例如制造业，并不适用于那些将被驱逐回制造业不发达国家的囚犯。其他一些像木工这样的职业培训，又已经过时，不能切实地给囚犯带来就业机会。由于在监狱中学习的课程学分存在认证问题，少年囚犯获释后可能难重返正常校园。  经济方面的刺激也是囚犯决定参加教育计划的一个因素。在英国和比利时，参加学习项目的囚犯获得的津贴低于那些从事清洁或后厨等家务劳动的囚犯，这就导致囚犯更倾向于选择家务劳动。有子女的囚犯特别倾向于在监狱里就业，而不是接受教育，因为这能让他们寄更多的钱回家来补贴家用。
尽管困难重重，一些囚犯表示，由于监狱里干扰较少，所以在监狱里学习更方便。而且囚犯也往往比一般人更有学习动力，从而他们的教育课程完成率也就更高。  在监狱工作的讲师表示，与普通学生相比，囚犯更有可能在课前做好课程准备，在课后阅读课程笔记。 
新冠疫情加剧了监狱教育当前面临的许多挑战，例如更多的封锁和囚犯转监的问题。 由于规章制度的限制，教师和工作人员通常不能进入监狱，教育项目也因此暂停。除此之外，向监狱提供教育的外部机构在疫情期间也不营业。邮寄的材料需要被隔离，这也影响了教育项目的持续运营，教师经常在作业的提交截止日期很久后才收到囚犯的作业。 虽然许多教育机构能够在疫情期间转为线上远程学习，但由于许多监狱不允许互联网接入，因此许多监狱也无法进行线上教学。  

## 引文
1. ↑  Mühlhahn 2009，第93頁.
2. ↑  Röhl, Wilhelm. . Brill Publishers. 2005: 759  [2020-09-16]. ISBN 978-9004131644. （原始内容存档于2021-10-21）.
3. ↑  Hardacre, Helen; Kern, Adam Lewis. . Brill Publishers. 1997: 754  [2020-09-16]. ISBN 978-9004107359. （原始内容存档于2021-10-21）.
4. ↑  . Charity Organisation Review. 1910, 28 (167): 335–340  [2021-10-14]. JSTOR 43788753. （原始内容存档于2021-10-21）.
5. ↑   (PDF). Ministry of Justice: 18–19. 1973  [2021-10-21]. （原始内容存档 (PDF)于2021-10-21）.
6. 1 2  Asakura, Takuya. . The Japan Times. November 27, 2002. （原始内容存档于May 16, 2018）.
7. ↑  Tsuru, Shingo. . Asahi Shimbun. March 21, 2018. （原始内容存档于May 16, 2018）.
8. ↑  Mühlhahn 2009，第79, 80頁.
9. ↑  Mühlhahn 2009，第96–100頁.
10. ↑  Simon 2001，第66頁.
11. ↑  Hayat, Q. . Social Defence. 1983, 19 (73): 33–45.
12. ↑  Umesh Chandra, Pandey. . International Perspectives in Social Justice Programs at the Institutional and Community Levels (Emerald Publishing Limited). 2021.
13. ↑  Okhakhu, Marcel; Evawoma-Enuku, Usiwoma. . Education. 2011, 131 (3). ISSN 0013-1172.
14. 1 2 3  Costelloe, Anne; Torfinn, Langelid; Wilson, An.  (PDF). Europa: 525–532. 2012. OCLC 953824641. （原始内容 (PDF)存档于June 17, 2013）.
15. ↑  Baidawi, Susan; Turner, Shelley; Trotter, Christopher; Browning, Colette; Collier, Paul; O'Connor, Daniel; Sheehan, Rosemary. . Trends and Issues in Crime and Criminal Justice. 2011, 426  [2018-06-29]. ISSN 1836-2206. OCLC 752671833. （原始内容存档于2018-06-29）.
16. 1 2 3 4 5 6 7 8  Czerniawski, Gerry.  (PDF). Journal of Education Policy. 2016, 31 (2): 198–212  [2018-03-23]. S2CID 143281025. doi:10.1080/02680939.2015.1062146. （原始内容存档 (PDF)于2017-09-22）.
17. 1 2 3 4 5  Hawley, Jo; Murphy, Ilona; Souto-Otero, Manuel.  (PDF). European Commission. 2013. （原始内容 (PDF)存档于December 4, 2017）.
18. ↑  Braggins, Julia.  (PDF). Prison Reform Trust. 2003: 8  [2019-12-27]. ISBN 978-0946209675. （原始内容 (PDF)存档于2012-05-03）.
19. ↑  Wilson, David. . Prison Report. 2001, 54: 18–19.
20. 1 2  Hopkins, Susan; Farley, Helen. . The International Journal of Humanities Education. 2015, 13 (12): 37–45. ISSN 2327-0063. doi:10.18848/2327-0063/CGP/v13i02/43833. hdl:10092/104637 .
21. ↑  Hughes 2016，第15頁.
22. ↑   (PDF). Report on Government Services 2018 (Australian Government Productivity Commission): 10.   [2018-03-22]. （原始内容存档 (PDF)于2018-03-23）.
23. ↑  Simon 2001，第61頁.
24. ↑  Nordic Council of Ministers 2005，第36–37, 52–53, 80, 107–108頁.
25. ↑  Williamson, Peter; Appleman, Deborah 2021，第121, 126頁.
26. ↑  Williamson, Peter; Appleman, Deborah 2021，第123頁.
27. ↑  Williamson, Peter; Appleman, Deborah 2021，第124頁.
28. 1 2 3 4 5  Tam, Kai Young; Herg, Mary Anne; Rose, Dennis. . Journal of Correctional Education. 2007, 58 (2): 129–144. JSTOR 23282732.
29. ↑  Steele, Jennifer L.; Bozick, Robert; Davis, Lois M. . Journal of Education for Students Placed at Risk. 26 April 2016, 21 (2): 65–89. S2CID 148077074. doi:10.1080/10824669.2015.1133308.
30. ↑  Gorgol, Laura E.; Sponslor, Brian A.  (PDF). Institute for Higher Education Policy. 2011. 747987862. （原始内容 (PDF)存档于2019-07-15）.
31. ↑  Dick 2016，第69頁.
32. 1 2 3 4 5 6 7  Farley, Helen; Hopkins, Susan. . Critical Studies in Education. 2017, 58 (2): 150–167. ISSN 1750-8487. S2CID 151386025. doi:10.1080/17508487.2016.1255240. hdl:10092/104522 .
33. ↑  Garner, Jane.  (PDF). Proceedings ASCILITE2017: 34th International Conference on Innovation, Practice and Research in the Use of Educational Technologies in Tertiary Education (Australasian Society for Computers in Learning in Tertiary Education). 2017: 255–259  [2018-01-24]. （原始内容存档 (PDF)于2018-01-25）.
34. ↑  Antonio, Amy; Farley, Helen. . The Conversation. April 24, 2015. （原始内容存档于March 22, 2018）.
35. ↑  Kruzman, Diana. . Reuters. 18 July 2018. （原始内容存档于5 December 2022）.
36. ↑  Graffam, Joe; Shinkfield, Alison J.; Lavelle, Barbara. . London Review of Education. 2014, 12 (2): 221–234. ISSN 1474-8460. S2CID 55993471. doi:10.18546/LRE.12.2.07. hdl:10536/DRO/DU:30093762 .
37. ↑  Brown (编). . Sydney, Australia: The Federation Press. 2002: 75,  78. ISBN 1-86287-424-7.
38. 1 2 3  Tierney, John. . Australian Senate. 1996  [2018-04-21]. ISBN 978-0642233684. （原始内容存档于2018-04-21）.
39. ↑  Arnold, Josie. . International Journal of Asian Social Science. 2012, 2 (6): 942–949.
40. ↑  Lee, Christopher; Farley, Helen; Cox, Jacinta; Seymour, Stephen. Frawley , 编. . 2017: 169–188. ISBN 978-981-10-4061-0. doi:10.1007/978-981-10-4062-7_11.
41. ↑  Garner, Jane.  (学位论文). RMIT University. 2017  [2024-02-07]. （原始内容存档于2021-10-27）.
42. ↑  McCarthy, Heather Jane. . Radical History Review. 2006, 2006 (96): 87–94. doi:10.1215/01636545-2006-005.
43. 1 2  Niles, Bradley. . Convergence. 1997, 30 (1): 51  [2024-02-07]. ISSN 0010-8146. （原始内容存档于2022-10-30）.
44. ↑  Callan, Victor; Gardner, John.  (PDF). National Centre for Vocational Education Research. 2007: 34–46. ISBN 978-1921170812. （原始内容 (PDF)存档于2018-03-21）.
45. ↑  Semmens, Robert. . Convergence. 1993, 26 (3)  [2024-02-07]. ISSN 0010-8146. （原始内容存档于2022-10-30）.
46. ↑  Czerwinski, Tania; König, Eva; Zaichenko, Tatyana.  (PDF). International Perspectives in Adult Education (DVV International). 2014, 69  [2024-02-07]. （原始内容存档 (PDF)于2022-10-30）.
47. ↑  Edwards, Glyn; Fisher, John. . Australian Journal of Adult and Community Education. 1991, 31 (1): 18–26  [2018-06-29]. ISSN 1035-0462. （原始内容存档于2018-06-29）.
48. ↑  Coates, Sally.  (PDF). Ministry of Justice. 2016. （原始内容存档 (PDF)于September 23, 2021）.
49. ↑  Anthamatten, Eric. . The Atlantic. July 13, 2015. （原始内容存档于April 27, 2021）.
50. ↑   (documentary).  事件发生在 46:33–49:30. 2019.
51. ↑  Evawoma-Enuku, Usiwoma. . Journal of Correctional Education. 1998, 49 (4): 196–200. JSTOR 23294075.
52. 1 2  Mary, Retta. . Teen Vogue. March 4, 2021. （原始内容存档于July 3, 2021）.
53. ↑  Dufour, Madeleine M. . Journal of Correctional Education. 1989, 40 (1): 28–33  [2021-10-15]. JSTOR 23291994. （原始内容存档于2021-10-15）.
54. ↑  . Hack. Australian Broadcasting Corporation. June 20, 2018. （原始内容存档于October 4, 2018）.
55. ↑   (documentary).  事件发生在 33:09. 2019.
56. 1 2  Montenegro, Desiree Ann. . Frontiers in Communication. March 22, 2021, 6. ISSN 2297-900X. doi:10.3389/fcomm.2021.604963 .
57. ↑  Medlin, Peter. . Northern Public Radio. April 13, 2021. （原始内容存档于September 25, 2021）.